# Любянкув
Любянкув (пол. Lubianków) — село в Польщі, у гміні Ґловно Зґерського повіту Лодзинського воєводства.
Населення — 304 особи (2011).

## Демографія
Демографічна структура станом на 31 березня 2011 року:
|          | Загалом | Допрацездатний вік | Працездатний вік | Постпрацездатний вік |
| -------- | ------- | ------------------ | ---------------- | -------------------- |
| Чоловіки | 151     | 29                 | 111              | 11                   |
| Жінки    | 153     | 28                 | 90               | 35                   |
| Разом    | 304     | 57                 | 201              | 46                   |